# Morierina montana
Morierina montana är en måreväxtart som beskrevs av Eugène Vieillard. Morierina montana ingår i släktet Morierina och familjen måreväxter.
Artens utbredningsområde är Nya Kaledonien. Inga underarter finns listade i Catalogue of Life.